# Louargat
Louargat (bret. Louergad) – miejscowość i gmina we Francji, w regionie Bretania, w departamencie Côtes-d’Armor.
Według danych na rok 1990 gminę zamieszkiwało 2128 osób, a gęstość zaludnienia wynosiła 37 osób/km² (wśród 1269 gmin Bretanii Louargat plasuje się na 289. miejscu pod względem liczby ludności, natomiast pod względem powierzchni na miejscu 50.).